# Ocno Bianor
Ocno Bianor es el nombre de un héroe mitológico, supuesto fundador legendario de la ciudad de Madrid (España). La leyenda apareció durante el reinado de Felipe III, cuando las villas de Madrid y Valladolid se disputaban la sede de la capitalidad de España. La primera referencia escrita de Bianor la dio Francesc Tarafa, canónigo de la Catedral de Barcelona, pero la leyenda fue popularizada por Jerónimo de Quintana en su obra A la muy antigua, noble y coronada villa de Madrid, Historia de su antigüedad, nobleza y grandeza (1621).

## Leyenda
En la rapsodia undécima de La Iliada, habla Homero del atrida Agamenón y de su pelea con el jefe troyano Bianor I, tras derrotar a los teucros. Agamenón mató a Bianor I, pero su hijo consiguió escapar.
La leyenda supone que el joven Bianor II, en su huida, intentó volver a Grecia, pero al no conseguir una nave con la que cruzar el Egeo, pasó a través de los Dardanelos y acabó estableciéndose en la actual Albania, donde fundó su reino. A la muerte de Bianor II, su hijo Tíberis le sucedió en el trono, y este a su vez tuvo dos hijos, Tíberis, legítimo, y Bianor III, concebido extramatrimonialmente con la bella campesina Manto, apodada la Fatídica. Para evitar la pretensión al trono de su hijo ilegítimo, el rey Tíberis entregó una importante suma de dinero a la madre y a su hijo, Bianor III, a cambio de que abandonasen el reino. Madre e hijo se dirigieron al Norte, donde el tercer Bianor fundó la ciudad de Mantua, en honor a su madre.
Siendo rey de Mantua, Bianor tuvo un sueño en el que Apolo le auguraba fortuna si abandonaba el recién creado reino y partía con su ejército a la tierra donde muere el sol. Tras el sueño, Bianor se puso el prenombre de Ocno, es decir "el que ve el porvenir a través los sueños", y tras un viaje de diez años, una noche Apolo volvió a sus sueños para indicarle que aquel lugar era el elegido para que fundase una nueva ciudad a la que dedicaría el resto de su vida.
Al despertar, Ocno se encontraba en una pradera llena de vegetación, surcada por numerosos arroyos, y donde apacentaban a sus ganados unas gentes que se hacían llamar carpetanos, gente sin patria que, según le dijeron, esperaban una señal divina para dejar de ser nómadas y asentarse en algún lugar. Al contarles Ocno su sueño, tanto su ejército como los carpetanos comenzaron a construir la muralla, el caserío y el palacio de la nueva ciudad. Pero al construir el templo, surgió el conflicto sobre a qué deidad debía ser consagrado. Ocno convocó en sueños a Apolo, que le dio esta respuesta: La ciudad debía consagrarse a la diosa Metragirta, diosa de la Tierra e hija de Saturno, que había ofrecido su propia vida para que desapareciese la discordia de la Tierra. Y como hizo Metragirta, del mismo modo él, Ocno Bianor debía ofrecer su vida.
Al despertar, Ocno Bianor ordenó cavar un foso, donde se metió, y se hizo tapar con una losa. Carpetanos y soldados se sentaron a orar sobre la losa, y al poco, de una tormenta que se formó en la sierra vecina, apareció la diosa Metragirta sobre un carro tirado por dos leones, sacó a Ocno de su tumba y lo hizo desaparecer. A la ciudad la llamaron Metragirta, que se convirtió en Magerit y luego en Madrid.